# Club Sportivo Dock Sud
Club Sportivo Dock Sud é um clube de futebol argentino sediado em Dock Sud, um subúrbio da cidade de Avellaneda. Atualmente disputa a Primera B.
Seus jogos como mandante são realizados no Estádio de Los Inmigrantes, com capacidade de 8 200 lugares.

## História
Um clube chamado Club Atlético Dock Sud foi fundado em 1914, mas logo foi dissolvido. Em 1916, os mesmos indivíduos formaram um novo clube chamado Sportivo Dock Sud, que tem continuado desde então.
Dock Sud jogou na primeira divisão argentina, a Primera División, durante a era amadora. O clube ficou na Primera entre 1922 e 1926, sendo a sua melhor campanha em 1924 ao terminar em 3º lugar. O pelotão voltou à primeira divisão em 1933 e 1934, quando participou no Campeonato Amador AAF.
A maior realização do Dock Sud até hoje e o título em 1933. A equipe teve pouco sucesso desde que se tornou profissional em diversas divisões inferiores. Em maio de 2011, Dock Sud conquistou um novo título, o promovendo a Primera C depois de vencer o Primera D de 2010-11, quebrando um jejum de 27 anos sem títulos

## Clássico
O clássico rival do Club Sportivo Dock Sud é o San Telmo onde realizam um dos clássicos mais perigosos e tradicionais das ligas de acesso do futebol argentino.
| Partidas jogadas | Dock Sud | Empates | San Telmo |
| ---------------- | -------- | ------- | --------- |
| 71               | 24       | 30      | 17        |

## Títulos
Campeonato Argentino1933
Primera B1921 e 1932
Primera D1984 e 2010-11

## Uniforme
- Uniforme titular: Camisa azul-escuro com listras verticais amarelas, calção azul-escuro e meias azul-escuro;
- Uniforme reserva: Camisa branca com detalhes em dourado e azul-escuro, calção branco e meias brancas.

## Links
- Site oficial do Dock Sud (em castelhano)

1. ↑  «La historia detrás del trágico enfrentamiento entre barras de Dock Sud y San Telmo por el que murió una beba». Todo Noticias (em espanhol). 23 de outubro de 2020. Consultado em 21 de julho de 2025